# Omitama
Omitama (小美玉市?, Omitama-shi) è una città giapponese situata nella prefettura di Ibaraki, regione Kantō, nella zona centro-orientale dell'isola principale del Paese, Honshū.
Al 1º ottobre 2020 aveva una popolazione stimata di 48 754 abitanti in 18 371 famiglie e una densità di popolazione di 337 persone per km². La percentuale della popolazione di età superiore ai 65 anni è stata del 30,1%. L'area totale della città è di 144,74 km².
Omitama si trova nella parte centrale della prefettura di Ibaraki, nelle pianure basse a nord del lago Kasumigaura.